# Katarzyna Skowrońska
Katarzyna Ewa "Kasia" Skowrońska-Dolata (Varsóvia, 30 de junho de 1983) é uma ex-voleibolista polonesa. Atuava como oposto. Seu último clube foi a equipe do Hinode Barueri, do Brasil. Anunciou aposentadoria em 2019.
Pela seleção polonesa, foi a maior pontuadora da Copa do Mundo de 2007, no Japão.

## Biografia
Skowrońska nasceu em Varsóvia, e se interessou pelo voleibol com 12 anos, depois de ver seu irmão jogar uma partida. Ela avançou rapidamente as divisões de base no seu clube e logo foi convocada para a Seleção Polonesa. Ela ajudou a Polônia a conquistar o Campeonato Europeu em 2003 e 2005.

## Clubes
| Clube                           | País       | Temporadas |
| Skra Warszawa                   | Polônia    | 1995–1998  |
| SMS PZPS Sosnowiec              | Polônia    | 1998–2001  |
| AZS AWF Danter Poznań           | Polônia    | 2001–2003  |
| Nafta-Gaz Piła                  | Polônia    | 2003–2005  |
| Minetti Infoplus Vicenza Volley | Itália     | 2005–2006  |
| Asystel Novara                  | Itália     | 2006–2008  |
| Scavolini Pesaro                | Itália     | 2008–2010  |
| Fenerbahçe Acıbadem             | Turquia    | 2010–2011  |
| Guangdong Evergrande            | China      | 2011–2012  |
| Rabita Baku                     | Azerbaijão | 2012/2016  |
| Bergamo                         | Itália     | 2016/2017  |
| Hinode Barueri                  | Brasil     | 2017/2019  |

## Títulos

### Seleção
- Campeã europeia Sub-17 (2000)
- Bicampeã europeia sênior (2003 e 2005)

### Clubes
- Copa CEV 2007 (Novara)
- Coppa Campioni 2008 (Novara)
- Supercoppa Italiana 2008 e 2009 (Pesaro)
- Copa Itália A1 2009 (Pesaro)
- Campeonato italiano 2008-09 e 2009-10 (Pesaro)
- Mundial de Clubes da FIVB 2010 (Fenerbahçe)

### Individuais
- Melhor sacadora do Montreux Volley Masters de 2005;
- Miss Volley Rosa 2005-2006;
- Maior pontuadora da Copa do Mundo de 2007;
- Maior pontuadora do Mundial de Clubes da FIVB de 2010;
- Melhor jogadora do Mundial de Clubes da FIVB de 2010.